# Clément Cogitore
Pour les articles homonymes, voir Cogitore.
Clément Cogitore est un artiste contemporain et réalisateur français, né le 27 août 1983 à Colmar.

## Biographie

### Origines, famille et études
Clément Cogitore naît le 27 août 1983 à Colmar dans le Haut-Rhin. Il est originaire de Lapoutroie, dans la même circonscription administrative. Il a cinq frères, dont Romain Cogitore, également réalisateur et scénariste. Leur père est médecin ; leur mère, infirmière.
Il fait des études à l'École supérieure des arts décoratifs de Strasbourg et au Fresnoy-Studio national des arts contemporains.

### Parcours professionnel
Clément Cogitore travaille pour le journal de la chaîne Arte de 2008 à 2010.
Depuis 2018, il est professeur à l’École des Beaux-Arts de Paris, où il dirige un atelier.

### Parcours artistique
Clément Cogitore réalise Chroniques, un court-métrage produit par le GREC et récompensé en 2006 par le grand prix (Mention spéciale) au Festival Entrevues de Belfort. Il tourne ensuite Visités (sélection officielle Festival de Locarno en 2007) et Parmi nous (Grand prix européen des premiers films 2010)[réf. nécessaire]. Son documentaire Bielutine est sélectionné l'année suivante à la Quinzaine des réalisateurs du Festival de Cannes. La même année, il est nommé pensionnaire de la Villa Médicis.
En 2015, son premier long-métrage Ni le ciel ni la terre est sélectionné à la Semaine de la critique du Festival de Cannes et récompensé par le prix de la Fondation Gan, puis en 2016 par le prix du Meilleur premier film français décerné par le Syndicat Français de la critique de cinéma. Il est également nommé pour le prix Louis-Delluc ; le prix Lumière ainsi que pour le César du meilleur premier film.
Il réalise en 2017 un court métrage de 6 minutes mettant en scène un passage de l'opéra baroque Les Indes Galantes, de Rameau. Il y intègre des danses contemporaines (hip-hop et krump). Ce court-métrage est remarqué par le directeur de l'Opéra de Paris qui lui propose de mettre en scène l'ensemble de l'œuvre. Il collabore avec la chorégraphe Bintou Dembélé dans le cadre de ce projet, dont la première a lieu en septembre 2019. Le spectacle est un succès critique et public dans l'ensemble,, même si certaines critiques pointent une déception de ne pas avoir plus d'interactions entre la danse contemporaine et la mise en scène. Le spectacle est nommé par le New-York Times parmi les 10 meilleures productions lyriques de l'année 2019, élu meilleure production d'opéra 2019 par Il Giornale della Musica et remporte le Trophée de la meilleure nouvelle production 2019 de Forum Opéra. En 2020, Oper! Awards, récompense musicale allemande, lui décerne le Prix de la Meilleure mise en scène.
En 2022, son deuxième long-métrage « Goutte d’or » est sélectionné en Séance spéciale à la Semaine de la Critique du Festival de Cannes. Le film est récompensé par le Prix du scénario - Hildegarde, manifestation organisée par l'entreprise Hildegarde, avec le soutien du CNC, de la Fondation David Hadida et de France Culture, le Prix de la meilleure réalisation au LEFFEST, festival portugais de cinéma à Lisbonne, et le prix d’interprétation au Hainan film festival. En 2023, le film est présélectionné pour représenter la France aux Oscars.

## Récompenses

### Prix
- 2011 : Grand prix du Salon de Montrouge pour l'ensemble de son travail de vidéaste[24] ;
- 2015 : prix BAL de la jeune création[25] et prix Sciences Po[26][Pas dans la source] pour l'art contemporain
- 2016 : prix de la Fondation d'entreprise Ricard pour l'art contemporain[27]
- 2018 : prix Marcel-Duchamp pour l'art contemporain[28].
- 2019 : Les Indes Galantes - Prix du Public - Prix Forum Opéra - France[29]
- 2019: Les Indes Galantes - Meilleure mise en scène d’Opéra - Prix Giornale della Musica - Italie[30]
- 2019: Les Indes Galantes - Dix meilleurs Opéras de l’année - New York Times - USA[31]
- 2021 : Les Indes Galantes - Meilleure mise en scène - Oper ! Awards - Berlin, Allemagne[32]
- 2022 : Goutte d'Or - Lauréat du Prix du Scénario, Hildegarde, avec le soutien du CNC, de la Fondation d’entreprise David Hadida et de France Culture[33].
- 2022 : Goutte d'Or - Première : Festival de Cannes, Semaine de la Critique[34]
- 2022 : Goutte d'Or - Prix de la Meilleure Réalisation, LEFFEST, Lisbonne, Portugal[35]
- 2023: Goutte d’Or - Prix d’argent du meilleur film et du meilleur acteur, AwardHurghada International Youth Film Festival, Egypte[36]

### Nominations
- 2019: Braguino - Nomination au César du Meilleur Court-Métrage - Académie des Césars - France[37]
- 2023 : Goutte d’Or - Présélectionné pour représenter la France aux Oscars[38]
- 2024: Prix Nam June Paik - Nommé, Nam June Paik Art Center, Gyeonggi-do, Corée du sud[39]

## Œuvres

### Installations
- 2017 : Braguino ou la communauté impossible
- 2018 : The Evil Eye
- 2016 : L'intervalle de résonance
- 2022 : Ferdinandea

### Vidéos
- 2005 : Travel(ing)
- 2012 : Tahrir
- 2012 : Assange Dancing
- 2013 : Elégies
- 2016 : L'intervalle de résonance
- 2017 : Les Indes galantes[40]
- 2017 : Lascaux
- 2022 : Morgestraich

### Cinéma
- 2011 : Bielutine[41]
- 2012 : Parmi nous
- 2015 : Ni le ciel ni la terre
- 2017 : Braguino
- 2022 : Goutte d'or

### Mises en scène
- 2019 : Les Indes galantes, Opéra Bastille, Paris[42], dont les répétitions sont montrées dans le documentaire Indes galantes de Philippe Béziat.

### Publications
- 2010 : Stories, DVD Monographique. Ecart production. Texte de Marie-Thérèse Champesme[43]
- 2014 : Atelier, Monographie, Éditions Presses du Réel. Textes d'Anaël Pigeat, Jean-Michel Frodon, Dominique Païni[44]
- 2016 : Hypothesis, DVD Monographique. Ecart production. Texte de Philippe-Alain Michaud
- 2017 : Braguino ou la communauté impossible, Monographie, 2017, Co-Édition Filigranes // LE BAL, 2017, Textes : Léa Bismuth et Bertrand Schefer.
- 2019 : Evoking reality, Daimler Contemporary Berlin, Renate Wiehager Editor, Bechtel Druck, 2019.
- 2020 : Me, Family. Portrait of a Young Planet, MUDAM Edition, Luxembourg, 2020, Textes : Francesco Bonami, Omar Kholeif, Natalia Kucirkova, Emanuela Mazzonis, Anke Reitz, Ali Smith.
- 2020 : Umbruch, Kunsthalle Mannheim, sous la direction de Johann Holten, Distanz Verlag, 2020.

## Expositions
Depuis 2011, son travail est exposé et projeté au sein d’institutions françaises et internationales comme le Palais de Tokyo, le MADRE (Naples), le Centre Georges Pompidou (Paris), ICA (Londres), Haus der Kulturen der Welt (Berlin), MoMA (New-York), MNBA (Québec), SeMA Bunker (Séoul), MACRO (Rome), Red Brick Art Museum (Pékin), Rockbund Museum (Pékin), Kunsthaus Baselland (Basel), Hirschhorn Museum and Sculpture Garden (Washington), MUDAM (Luxembourg).

### Expositions personnelles
- 2016 : L'Intervalle de résonance, Palais de Tokyo, Paris. Commissaire : Daria de Beauvais[55]
- 2017 : Braguino ou la communauté impossible - Le BAL, Paris, France. Commissaires : Léa Bismuth et Diane Dufour[56]
- 2018 : Les Indes Galantes - Tabakalera, International Centre for Contemporary Culture - San Sebastian, Espagne. Commissaire : Víctor Iriarte[57]
- 2018 : Assange Dancing, Ikon Gallery (en), Birmingham, Royaume-Uni. Commissaire : Jonathan Watkins[58]
- 2019 : Clément Cogitore - Musée Marc Chagall - Nice, France. Commissaires : Anne Dopffer et Gaïdig Lemarié[59]
- 2019 : Clément Cogitore - Base sous-marine de Bordeaux, France. Commissaire : Anne-Sophie Dinant[60]
- 2019 : Clément Cogitore (Part I et II) - Kunsthaus Baselland (de), Bâle, Suisse. Commissaire : Inès Goldbach[61]
- 2020 : Reste l'air et les formes - FRAC Auvergne, Clermont-Ferrand. Commissaire : Ines Goldbach[62]
- 2022 : Project Room - Le Centquatre - Paris, France. Commissaire : José-Manuel Gonçalvès[63]
- 2022 : Notturni - MACRO Mattatoio - Rome, Italie. Commissaire : Maria-Laura Cavaliere[64]
- 2022 : Ferdinandea - MADRE Museo d’Arte Contemporanea Donnaregina, Naples, Italie. Commissaire : Kathryn Weir[65]
- 2023 : Morgestraich - Philharmonie de Paris - Musée de la Musique. Commissaire : Marie-Pauline Martin[66]
- 2023: Ferdinandea - Galerie Elisabeth & Reinhard Hauff, Stuttgart, Allemagne[67]
- 2024 : Bodies in Sync - Bauhaus Museum - Dessau, Allemagne. Commissaire : Barbara Steiner[68]
- 2024 : Clément Cogitore - Indes Galantes - Joslyn Art Museum - Omaha, États-Unis. Commissaire : Karin Campbell[69]

### Expositions collectives
- 2012 : Teatro delle esposizione - Villa Médicis, Rome, Italie. Commissaire : Alessandro Rabottini[70]
- 2016 : New directors, new films - MoMA, Museum Of Modern Art, New York, USA Commissaire : Josh Siegel[71]
- 2017 : Vision on vision, the Lemaitre video collection - SeMa Bunker, Séoul Museum of Art[72], Corée du Sud. Commissaire : Hyunjin Kim[73]
- 2017 : L’art de la joie - Biennale de Québec - Musée National des Beaux-Arts du Québec, Montréal, Canada Commissaire : Alexia Fabre[74]
- 2018 : Art of the real - Lincoln Center, New-York, USA. Commissaire : Dennis Limm[75]
- 2018 : Persona Grata - MAC-VAL, Musée d’Art Contemporain du Val-de-Marne, Vitry sur Seine. Commissaire : Ingrid Jurzak[76]
- 2018 : Respire : vidéos d'art de la collection Lemaitre - Herzliya Museum of Contemporary Art, Tel Aviv, Israel. Commissaire : Marie Shek[77]
- 2018 : Braguino, In formation III - ICA, Institute of Contemporary Arts, Londres, Royaume-Uni. Commissaire : Nico Marzano[78]
- 2018 : Prix Marcel Duchamp 2018 - Musée National d’Art Moderne, Centre Georges Pompidou - Paris, France. Commissaire : Marcella Lista[79]
- 2019 : On danse ? - MUCEM, Marseille, France. Commissaire : Emilie Girard[80]
- 2019 : Bienalsur, Ways of Seeing - Musée National des Arts Décoratifs, Buenos Aires, Argentine Commissaire : Diana Wechsler[81]
- 2019 : An Opera for Animals - Rockbund Art Museum, Shanghai, Chine. Commissaires : Cosmin Costinas et Hsieh Feng-Rong[82]
- 2020 : On the origins of images - Hirshhorn Museum and Sculpture Garden, Washington D.C., USA[83]
- 2020 : Umbruch - Kunsthalle Mannheim, Mannheim, Allemagne. Commissaire : Johan Holten[84]
- 2020 : 20 ans du Prix Marchel Duchamp - Musée National d’Art Moderne, Centre Georges Pompidou, Paris, France Commissaires : Christine Macel, Alicia Knock, Yung Ma[85]
- 2020 : Me Family - MUDAM, Luxembourg. Commissaires : Francesco Bonami, Emmanuela Mazzonis, Clément Minighetti[86]
- 2020 : Crossing Views, en dialogue avec Cindy Sherman - Fondation Louis Vuitton, Paris, France. Commissaire : Suzanne Pagé[87]
- 2021: Thinking Hands Touching Each Other - 6. Ural Industrial Biennial of Contemporary Art, Lekaterinburg, Russie. Commissaires: Adnan Yıldız, Çağla Ilk et Assaf Kimmel[88]
- 2021: Tremblements - Villa Paloma, Nouveau Musée National de Monaco. Commissaire : Célia Bernasconi[89]
- 2021: Replica - Cahn Contemporary, Paris, France. Exposition conçue par Chantal Crousel sur invitation de Jean-David Cahn[90]
- 2021: E/Motion - MOMU Anvers, Belgique. Commissaires : Kaat Debo et Elisa De Wyngaert[91]
- 2022 : Manifesto of fragility - Biennale de Lyon, Lyon, France. Commissaires : Sam Bardaouil et Till Fellrath[92]
- 2022 : Still Present! - 12th Berlin Biennale, Berlin, Allemagne. Commissaire: Kader Attia[93]
- 2022 : Pas Sommeil. La fête dans tous ses états - Musée des beaux-arts, FRAC Bretagne, Rennes[94]
- 2023: Biennale Son - Musée d'art du Valais, Suisse. Commissaires : Sylvie Zavatta, Christophe Fellay, Jean-Paul Felley, Luc Meier[95]
- 2023: The last Will - Kunstsammlungen Chemnitz, Chemnitz, Allemagne. Commissaires : M+M[96]
- 2023: Multiplicity. Stories from Postmigrant Society - Merano Arte, Merano, Italie. Commissaires : Jörn Schafaff[97]
- 2023: Generation* Youth vs. Crisis: A Generation in Search of a Future - Kunsthalle Bremen, Bremen, Allemagne. Commissaires : Jennifer Smailes and Eva Fischer-Hausdorf[98]
- 2024: Ennova Art Biennale - Ennova Art Museum, Langfang, Chine. Commissaires : Fumio Nanjo, Zhang Zikang, Qilan Shen[99]
- 2024: This is tomorrow - Staatsgalerie, Stuttgart, Allemagne. Commissaire : Susanne Kaufmann[100]
- 2024 : Cattiva Luce - Palazzo Grassi, Fondation Pinault, Venise, Italie. Commissaire : Collectif TBD[101]
- 2024: Medienkunstraum - Bundeskunsthalle - Bonn, Allemagne. Commissaires : Heinz Schwerfel, Eva Kraus
- 2024: Tanz im Viereck - Neuer Kunstverein Aschaffenburg, Allemagne. Commissaire : Anne Hundhausen[102]
- 2024: Come Sing Along ! On Raising Our voices - Lentos Kunstmuseum, Linz, Autriche. Commissaires : Hemma Schutz, Klaus Speidel[103]